# Gmina Munkebo
Gmina Munkebo (duń. Munkebo Kommune) była w latach 1970–2006 (włącznie) jedną z gmin w Danii w okręgu Fionii (Fyns Amt).
Siedzibą władz gminy było miasto Munkebo.
Gmina Munkebo została utworzona 1 kwietnia 1970 na mocy reformy podziału administracyjnego Danii. Po kolejnej reformie w 2007 r. weszła w skład gminy Kerteminde.

## Dane liczbowe
- Liczba ludności: (♀ 2845 + ♂ 2875) = 5720
  - wiek 0–6: 7,4%
  - wiek 7–16: 14,9%
  - wiek 17–66: 63,4%
  - wiek 67+: 14,3%
- zagęszczenie ludności: 301,1 osób/km² (2004)
- bezrobocie: 5,7% osób w wieku 17–66 lat
- cudzoziemcy z UE, Skandynawii i USA: 159 na 10 000 osób
- cudzoziemcy z krajów Trzeciego Świata: 178 na 10 000 osób
- liczba szkół podstawowych: 2 (liczba klas: 41)